# Lac Lenore (Saskatchewan)
Pour les articles homonymes, voir Lac Lenore.
Le lac Lenore est un lac saumâtre située en Saskatchewan, au Canada. Il fait partie du bassin du lac Lenore, qui comprend plusieurs lacs salés (Basin, Middle, Frog, Ranch, Murphy, Flat, Mantrap, Houghton, Deadmoose et Waldsea) ainsi que les lacs d'eau douce de St. Brieux et Burton. Les eaux du lac ont été incluses dans le refuge d'oiseaux du lac Lenore qui a été créé en 1925 et est un habitat pour le doré jaune, le Grand corégone, la Perchaude et le Grand brochet.

## Histoire
Le lac Lenore a été réservé avec 11 autres lacs de la Saskatchewan le 18 mai 1915 dans le but de créer des refuges. En 1917 et en 1918 le gouvernement a recommandé que le lac et ses îles soit converti en refuge d'oiseaux migrateurs. Le refuge d'oiseaux du lac Lenore a été créé le 9 mars 1925. En 1949-1950, les limites du refuge ont été modifiées dans le but d'inclure seulement les eaux du lac. Un canal de drainage a été construit en 1973, ce qui a envoyé régulièrement les eaux du lac Ranch dans ceux du lac Lenore.

## Environnement
Durant les dernières années, le niveau d'eau du bassin ont augmenté a des niveaux d'eau historiques. Le lac Houghton, un lac très salé avait une partie de ses eaux drainé dans le lac Lenore. Pour éviter que les eaux du lac Houghton endommage les habitats de poissons du lac Lenore, Environnement Canada a fait fermé la buse sur le canal entre les deux lacs le 10 mai 2010.
En 2009, le ministère de l'Environnement de la Saskatchewan a limité la consommation de doré jaune et de grand brochet du lac Lenore, du au haut niveau de mercure trouvé dans les poissons.

## Faune
Le site abrite de nombreuses espèces d'oiseaux : Cygne siffleur (jusqu'à 300 hivernants), Bernache du Canada (nicheuse et jusqu'à 700 hivernantes), Canard colvert, Grèbe élégant, Bihoreau gris, Grand Héron, Pélican d'Amérique, Cormoran à aigrettes, Grue du Canada, Marouette de Caroline, Avocette d'Amérique, Pluvier siffleur (sous-espèce circumcinctus menacée), Pluvier kildir, Barge marbrée, Chevalier semipalmé, Chevalier grivelé, Phalarope de Wilson, Mouette de Franklin, Goéland à bec cerclé, Goéland de Californie, Sterne pierregarin, Guifette noire...